# Cantó de Saint-André-1
El cantó de Saint-André-1 és un cantó de l'illa de la Reunió, regió d'ultramar francesa de l'oceà Índic. Correspon a una fracció de la comuna de Saint-André.

## Història
| Data d'elecció | Identitat    | Partit |
| -------------- | ------------ | ------ |
| 2004 -         | Yvon Virapin | PCR    |